# Cinderella’s Eyes
Cinderella’s Eyes – pierwszy studyjny album brytyjskiej piosenkarki Nicoli Roberts, członkini grupy Girls Aloud. Wydany przez wytwórnię muzyczną Polydor Records. Album jest dostępny w sprzedaży w Wielkiej Brytanii od 26 września 2011 roku a od 23 września w Irlandii.
Pierwszym singlem promującym album został utwór "Beat of My Drum", kolejnymi "Lucky Day" i "Yo-Yo".

## Lista utworów
| #   | Tytuł                               | Kompozytorzy                                                            | Producent                     | Czas |
| --- | ----------------------------------- | ----------------------------------------------------------------------- | ----------------------------- | ---- |
| 1.  | "Beat of My Drum"                   | Nicola Roberts, Wesley Pentz, Dimitri Tikovoi, Maya von Doll            | Tikovoi, Diplo*, Derek Allen* | 2:58 |
| 2.  | "Lucky Day"                         | Roberts, Martina Sorbara, Daniel Groome Kurtz                           | Traxstarz                     | 3:20 |
| 3.  | "Yo-Yo"                             | Roberts, Tikovoi, von Doll                                              | Tikovoi                       | 3:25 |
| 4.  | "Cinderella’s Eyes"                 | Roberts, Tikovoi, von Doll                                              | Tikovoi                       | 3:30 |
| 5.  | "Porcelain Heart"                   | Roberts, Dave McCraken, Tikovoi, von Doll                               | Tikovoi                       | 3:49 |
| 6.  | "I"                                 | Roberts, Joseph Mount                                                   | Metronomy                     | 3:39 |
| 7.  | "Everybody's Got to Learn Sometime" | James Warren                                                            | Tikovoi                       | 3:38 |
| 8.  | "Say It Out Loud"                   | Roberts, George Astasio, Jason Pebworth, Jon Shave, Richard Williams    | The Invisible Men             | 4:35 |
| 9.  | "Gladiator"                         | Roberts, Tikovoi, von Doll                                              | Tikovoi                       | 2:59 |
| 10. | "Fish Out of Water"                 | Roberts, Mount                                                          | Metronomy                     | 4:38 |
| 11. | "Take a Bite"                       | Roberts, Astasio, Pebworth, Shave, Jon Mills, Joe Dyer, Kurtis McKenzie | The Invisible Men, The Arcade | 3:16 |
| 12. | "Sticks + Stones"                   | Roberts, Tikovoi, von Doll                                              | Tikovoi                       | 3:55 |

| #   | Tytuł                             |
| --- | --------------------------------- |
| 13. | "'Through Nicola's Eyes'" (Video) |
| 14. | "Beat of My Drum" (Music Video)   |
| 15. | "Lucky Day" (Music Video)         |

## Notowania
| Lista (2011)            | Najwyższa pozycja |
| ----------------------- | ----------------- |
| Irish Albums Chart      | 48                |
| Scottish Albums Chart   | 21                |
| UK Albums Chart         | 17                |
| UK Digital Albums Chart | 13                |

## Historia wydania
| Kraj            | Data             | Format               | Wytwórnia       |
| --------------- | ---------------- | -------------------- | --------------- |
| Irlandia        | 23 września 2011 | Digital download, CD | Polydor Records |
| Wielka Brytania | 26 września 2011 | Digital download, CD | Polydor Records |